# Oreneta ariel
L'oreneta ariel (Petrochelidon ariel) és una espècie d'ocell de la família dels hirundínids (Hirundinidae). Es troba a Austràlia i Papua Nova Guinea. Els seus hàbitats principals són la sabana seca, les praderies seques tropicals i subtropicals, les praderies temperades, els cursos d'aigua i els llacs. El seu estat de conservació es considera de risc mínim.